# مستشفى أبو ظبي للصقور
مستشفى أبو ظبي للصقور هو أكبر مستشفى لمعالجة الصقور وأكثرها تقدّماً في العالم يقع على مقربة من مطار أبو ظبي الدولي، أهمّ ما في هذا المستشفى متحف الصقور وبيت الطيور الذي تتمتّع الصقور في داخله بحريّة الطيران.
وينظّم هذا المستشفى المتخصّص والحائز عدداً من الجوائز، جولات تعريفية تسمح للزوّار باكتشاف العنابر الفخمة التي تعيش فيها الطيور والمتحف للتعرّف إلى رياضة الصيد بالصقور الصحراوية الأصيلة وتجربتها إن أرادوا في حدائق المستشفى الخضراء.

## تاريخه
يعد مستشفى أبوظبي للصقور أول منشأة عامة في الإمارات العربية المتحدة تقدم خدمات الرعاية الصحية البيطرية الشاملة للصقور فقط. وقد تم انشائه من قِِِبل هيئة البيئة - أبوظبي، وقد جرى افتتاح المستشفى في الثالث من أكتوبر 1999 كمنشأة تابعة لهيئة البيئة - أبوظبي، ليصبح أكبر مستشفى للصقور في الإمارات العربية المتحدة والعالم؛ حيث تجاوز تدفق المرضى على المستشفى 50000 مريض في الإثني عشر عامًا الأولى من إنشائه، ويستقبل سنوياً أكثر من 6000 صقر لفحصهم ومعالجتهم.
وقد برز مستشفى أبوظبي للصقور من إنشائه كواحد من أفضل مستشفيات الصقور سمعة في منطقة الخليج، وأكبر مستشفى للصقور في العالم، ومركز رائد في طب الصقور على المستوى الدولي. حتى تمكن المستشفى على مر السنوات من تكوين قاعدة عريضة ووفية من المرضى، ليس في الإمارات العربية المتحدة فحسب، بل وأيضا في دول مثل المملكة العربية السعودية وقطر والكويت والبحرين.
وقد توسع مستشفى أبوظبي للصقور من مجرد مرفق بيطري خالص إلى مؤسسة تقدم خدماتها في مجالات التعليم والتوعية والتدريب والبحوث. ونظراً للطلب الهائل الذي استقبله المستشفى من أجل تقديم خدماته لأنواع الطيور الأخرى، فقد تم تحويل مستشفى الصقور إلى مستشفى متكامل متخصص للطيور والدواجن بكافة أنواعها في عام 2006 .
وفي عام 2007 بدأ مستشفى أبوظبي للصقور رحلة جديدة تتمثل في التنويع الكبير للخدمات، وفي إطار هذا المسعى، فتح مستشفى أبوظبي أبوابه لبرنامج سياحي حائز على جوائز عالمية. وفي السنوات الأخيرة، نجح مستشفى أبوظبي للصقور بشكل كبير في اقتحام مجال السياحة الترفيهية وسياحة المؤتمرات والمعارض عبر الزيادات الهائلة في أعداد السائحين الذين انضموا للجولة في عالم الصقور. وقد أثبت مستشفى أبوظبي للصقور من خلال برنامجه السياحي الحائز على الجوائز أهميته كواحد من عناصر الجذب السياحي لإمارة أبوظبي، وهو يعمل دائماً على الترويج لـأبوظبي كوجهة سياحية
وكان افتتاح مركز رعاية الحيوانات الأليفة بمستشفى أبوظبي للصقور في الأول من يوليو عام 2007 خطوة رئيسية أخرى في الاتجاه لجعل المستشفى مركزاً متكاملاً لرعاية الحيوانات. وقد تضمن المركز عنابر فاخرة لإقامة الكلاب والقطط، بالإضافة إلى مرافق تزيين الحيوانات الأليفة وتدريب الكلاب. ويرقى فندق الكلاب والقطط إلى المستويات الأوروبية لعنابر الإقامة ويعد الأحدث من نوعه في الشرق الأوسط.
وفي عام 2008، تمت إضافة عيادة للحيوانات الأليفة لمعالجة كافة أنواع الحيوانات الأليفة لتوفير خدمة شاملة لعملائنا الكرام، وتم توسيعها عام 2011 لتصبح مستشفىً حديثاً كبيراً للحيوانات الصغيرة مزوداً بأحدث التقنيات والمعدات. كما أضيفت إليه حديقة لياقة الكلاب في عام 2011
وفي عام 2010، أسند إلى مستشفى أبوظبي للصقور إدارة ملجا أبوظبي لإيواء الحيوانات السائبة المنشأ حديثًا بموجب قرار من المجلس التنفيذي لإمارة أبوظبي. ويعد مستشفى أبوظبي للصقور كذلك المستشفى البيطري الوحيد في إمارة أبوظبي المصرح له بإجراء عملية الإخصاء ضمن برنامج الاصطياد والإخصاء وإطلاق السراح (TNR) في إمارة أبوظبي.
كما أطلق مستشفى أبوظبي للصقور المركز الخاص به لتكاثر الصقور عام 2011 بغية تكاثر الصقور لعملائه.
وقد حاز مستشفى أبوظبي للصقور على الكثير من الجوائز وشهادات التقدير من أوروبا والولايات المتحدة الأمريكية تقديراً لبرنامجه السياحي المميز وجودة الخدمة ورقي الأعمال.

## تجهيزات المستشفى
يمتلك مستشفى أبوظبي للصقور غرفة فحص طبي كبيرة مزودة بأجهزة تخدير متطورة ومتعددة يتم فيها إجراء العمليات البسيطة مثل عمل الضمادات، وأخذ عينات الدم، والتوسير، والتقليم وملاصق لها وحدة طب العيون الفريدة وفائقة التطور والمزودة بأحدث الأجهزة والمعدات التي تُستخدَم في تشخيص أمراض العيون لدى الطيور. كما أن لدينا وحدة منفصلة لجدري الصقور مزودة بجهاز كي حراري ومعدات أخرى لمعالجة حالات جدري الطيور، بالإضافة إلى ضمان عدم اتصال الطيور التي تعاني من الجدري بالطيور الأخرى السليمة أو بالمعدات التي تستخدم في علاج الطيور السليمة
أما غرفة العمليات الجراحية الحديثة والكبيرة فتضم أحدث الأجهزة المناظير والعمليات الجراحية للأنسجة الصلبة الرخوة وتجدر الإشارة إلى أن الغرفة مزودة بتجهيزات للتسجيل الرقمي تتيح التقاط مقاطع فيديو المناظير فضلاً عن ذلك فإننا نستخدم في مستشفى أبوظبي للصقور أحدث أجهزة التجبير في إجراء العمليات الجراحية للكسور ولدينا أيضاً أجهزة متقدمة لمتابعة حالة المرضى إلى جانب تجهيزات لمراقبة ضغط دم المريض وجهاز تخطيط القلب الكهربائي (ECG ) والإرواء بالأكسجين. والاستعانة بأحدث أجهزة الليزر في خدماتها الجراحية المتقدمة.
ويضم مستشفى أبوظبي للصقور كذلك وحدة تصوير إشعاعي رقمي عالية التجهيز مزودة بجهاز أشعة سينية وجهاز لإنشاء صور إشعاعية رقمية بالكامل ويضمن التعامل الاحترافي مع وحدة التصوير الإشعاعي الرقمي الدقة العالية للأشعة السينية لتكشف حتى الكسور الدقيقة ولتوفر لمرضانا والعاملين بالوحدة السلامة القصوى
إضافة إلى ذلك، توجد غرفة عمليات جراحية صغيرة بها وحدة مناظير إضافية. وتساعد وحدة المناظير بما تضمه من تجهيز للتسجيل الرقمي في إجراء عمليات المناظير بكفاءة وسرعة في حالة انتظار عدد كبير من المرضى لإجراء هذا النوع من العمليات. ومن شأن ذلك أن يقلل من أوقات الانتظار ويعزز رضا العميل. ويتم أيضاً إجراء التدخلات الجراحية الصغيرة.
وتنفرد مستشفى أبوظبي للصقور بوحدات العناية المشددة الشاملة والحديثة، والتي تضم مرافق قادرة على استقبال طائراً حالتهم حرجة في غرف منفصلة في نفس الوقت والوحدات مزودة بأحدث الأجهزة الهامة لدعم المرضى وغرف الأكسجين والحضانات، وهي مفيدة لأقصى حد في متابعة مرضانا أصحاب الحالات الحرجة.

## الحفاظ على الأنواع المهددة بالانقراض

وبحسب صحيفة “ديلي ميل” البريطانية، التي نشرت تقريرا مصورا عن هذا المستشفى، فإنه يقوم أيضا بالحفاظ على الأنواع المهددة بالانقراض، من خلال زيادة أعدادها في وحدة تفريخ خاصة، قبل أن يعيدها إلى مواطنها الأصلية.
وأشارت الصحيفة البريطانية إنه وحتى الآن تم إعادة أكثر من 13 ألف صقر مرة أخرى إلى مواطنها الأصلية في باكستان وإيران وكازاخستان، في سياق مشاريع بيئية تبنتها دولة الإمارات، ومن بينها زيادة أعداد المحميات الطبيعية، وقد بات بعضها موئلا آمنا للطيور المهاجرة، ولا سيما منها طائر “الفلامنغو” الأشهر على مستوى العالم.

## برنامج إطلاق الصقور
في عام 1995، قام صاحب السمو الشيخ زايد بن سلطان آل نهيان رحمه الله، أول رئيس للإمارات العربية المتحدة، بطرح برنامج إطلاق الصقور، وكانت فكرته هي إطلاق سراح الصقور البرية وإعادتها للطبيعة بغرض الحفاظ على مجموعات الصقور البرية. ويعتبر مستشفى أبوظبي للصقورالذي تم انشائه من قِِِبل هيئة البيئة - أبوظبي هو المسؤول عن الإشراف الطبي على برنامج إطلاق الصقور من خلال إعادة تأهيل هذه الصقور لإطلاق سراحها.
يتمثل الهدف من البرنامج في إعادة صقور الشاهين البرية (Falco peregrinus) والصقر الحر (Falco cherrug) إلى موطنه الأصلي لزيادة عدد مجموعات الصقور البرية. وفي إطار هذا الجهد العظيم لحماية الصقور، تم إطلاق سراح ما يزيد عن 1300 صقر في مواقع مثل باكستان أو إيران أو كازاخستان. ففي كل عام خلال فترة الربيع، يتم أخذ الصقور من الإمارات العربية المتحدة إلى مواقع إطلاقها، التي تقع على مسارات الهجرة الطبيعية للصقور البرية، ويجري اختيار مناطق إطلاقها النهائية بعناية في بقاع غير مأهولة بالسكان يتوفر بها الغذاء، مثل الطيور الصغيرة، والمياه كالأنهار والبحيرات. وتُجهَّز عدة صقور بأجهزة إرسال عبر الأقمار الصناعية لرصد مسارات طيرانها وتوفير البيانات عن معدلات البقاء على قيد الحياة بالنسبة للصقور التي يتم إطلاق سراحها.